# Monrovia
Monrovia (/mənˈroʊviə/) là thủ đô của đất nước Tây Phi Liberia. Tọa lạc bên bờ Đại Tây Dương ở Cape Mesurado, Monrovia có dân số 1.010.970 theo thống kê 2008. Với 29% dân số cả nước, Monrovia là thành phố lớn nhất Liberia.
Monrovia là trung tâm văn hóa, chính trị và thương mại của Liberia.

## Khí hậu
Monrovia có khí hậu nhiệt đới gió mùa (phân loại khí hậu Köppen Am).
| Dữ liệu khí hậu của Monrovia      | Dữ liệu khí hậu của Monrovia | Dữ liệu khí hậu của Monrovia | Dữ liệu khí hậu của Monrovia | Dữ liệu khí hậu của Monrovia | Dữ liệu khí hậu của Monrovia | Dữ liệu khí hậu của Monrovia | Dữ liệu khí hậu của Monrovia | Dữ liệu khí hậu của Monrovia | Dữ liệu khí hậu của Monrovia | Dữ liệu khí hậu của Monrovia | Dữ liệu khí hậu của Monrovia | Dữ liệu khí hậu của Monrovia | Dữ liệu khí hậu của Monrovia |
| Tháng                             | 1                            | 2                            | 3                            | 4                            | 5                            | 6                            | 7                            | 8                            | 9                            | 10                           | 11                           | 12                           | Năm                          |
| --------------------------------- | ---------------------------- | ---------------------------- | ---------------------------- | ---------------------------- | ---------------------------- | ---------------------------- | ---------------------------- | ---------------------------- | ---------------------------- | ---------------------------- | ---------------------------- | ---------------------------- | ---------------------------- |
| Cao kỉ lục °C (°F)                | 35.0 (95.0)                  | 38.0 (100.4)                 | 37.0 (98.6)                  | 38.0 (100.4)                 | 35.0 (95.0)                  | 33.0 (91.4)                  | 36.0 (96.8)                  | 35.0 (95.0)                  | 32.0 (89.6)                  | 33.0 (91.4)                  | 36.0 (96.8)                  | 34.0 (93.2)                  | 38.0 (100.4)                 |
| Trung bình ngày tối đa °C (°F)    | 31.8 (89.2)                  | 32.0 (89.6)                  | 31.8 (89.2)                  | 31.5 (88.7)                  | 30.5 (86.9)                  | 28.3 (82.9)                  | 27.2 (81.0)                  | 26.8 (80.2)                  | 27.7 (81.9)                  | 29.4 (84.9)                  | 30.3 (86.5)                  | 30.0 (86.0)                  | 29.8 (85.6)                  |
| Trung bình ngày °C (°F)           | 26.2 (79.2)                  | 27.1 (80.8)                  | 27.6 (81.7)                  | 27.8 (82.0)                  | 27.4 (81.3)                  | 26.0 (78.8)                  | 25.1 (77.2)                  | 24.9 (76.8)                  | 25.4 (77.7)                  | 26.1 (79.0)                  | 26.7 (80.1)                  | 26.4 (79.5)                  | 26.4 (79.5)                  |
| Tối thiểu trung bình ngày °C (°F) | 22.0 (71.6)                  | 23.4 (74.1)                  | 23.7 (74.7)                  | 23.8 (74.8)                  | 23.9 (75.0)                  | 23.4 (74.1)                  | 23.0 (73.4)                  | 22.9 (73.2)                  | 23.3 (73.9)                  | 23.2 (73.8)                  | 23.5 (74.3)                  | 22.5 (72.5)                  | 23.2 (73.8)                  |
| Thấp kỉ lục °C (°F)               | 15.0 (59.0)                  | 18.0 (64.4)                  | 18.0 (64.4)                  | 21.0 (69.8)                  | 20.0 (68.0)                  | 20.0 (68.0)                  | 20.0 (68.0)                  | 20.0 (68.0)                  | 17.0 (62.6)                  | 20.0 (68.0)                  | 20.0 (68.0)                  | 16.0 (60.8)                  | 15.0 (59.0)                  |
| Lượng mưa trung bình mm (inches)  | 51 (2.0)                     | 71 (2.8)                     | 120 (4.7)                    | 154 (6.1)                    | 442 (17.4)                   | 958 (37.7)                   | 797 (31.4)                   | 354 (13.9)                   | 720 (28.3)                   | 598 (23.5)                   | 237 (9.3)                    | 122 (4.8)                    | 4.624 (181.9)                |
| Số ngày mưa trung bình            | 4                            | 3                            | 8                            | 12                           | 22                           | 24                           | 21                           | 17                           | 24                           | 22                           | 16                           | 9                            | 182                          |
| Độ ẩm tương đối trung bình (%)    | 78                           | 76                           | 77                           | 80                           | 79                           | 82                           | 83                           | 84                           | 86                           | 84                           | 80                           | 79                           | 81                           |
| Số giờ nắng trung bình tháng      | 158                          | 167                          | 198                          | 195                          | 155                          | 105                          | 84                           | 81                           | 96                           | 121                          | 147                          | 155                          | 1.662                        |
| Nguồn 1: Deutscher Wetterdienst   |                              |                              |                              |                              |                              |                              |                              |                              |                              |                              |                              |                              |                              |
| Nguồn 2: Viện khí tượng Đan Mạch  |                              |                              |                              |                              |                              |                              |                              |                              |                              |                              |                              |                              |                              |